# Hemipenthes mesasiatica
Hemipenthes mesasiatica är en tvåvingeart som beskrevs av Zaitzev 1962. Hemipenthes mesasiatica ingår i släktet Hemipenthes och familjen svävflugor. Inga underarter finns listade i Catalogue of Life.